# Queso los Beyos
Queso los Beyos ist ein spanischer Käse aus der Region Asturien. Er wird aus Schafs-, Ziegen- oder Kuhmilch hergestellt, wobei die Milchart in Großbuchstaben auf dem Etikett abgedruckt wird, um Verwechslungen zu vermeiden.

## Herkunft
Der Beyos darf nur in Käsereien der Gemeinden Oseja de Sajambre in Kastilien, Amieva und Ponga in Asturien hergestellt werden. Alle Herstellungsschritte erfolgen innerhalb der Region. Benannt ist der Käse nach der Schlucht Los Beyos, in der der Fluss Sella verläuft und damit die Region abgrenzt.

## Eigenschaften
Die tonnenförmigen Laibe wiegen 250 bis 500 g und haben einen halbfesten bis festen Teig von weißer Farbe (Ziegenmilch) und elfenbeinfarben bis blassgelbe Farbe (bei Schafs- oder  Kuhmilch) und eine gelblich-cremige (Kuhmilch), blassgelbe (Ziegenmilch) oder hellbraune (Schafmilch) Rinde. Der Geschmack und das Aroma sind mild bei Kuhmilch, intensiver bei Schaf- und Ziegenmilch.